# SS City of Erie

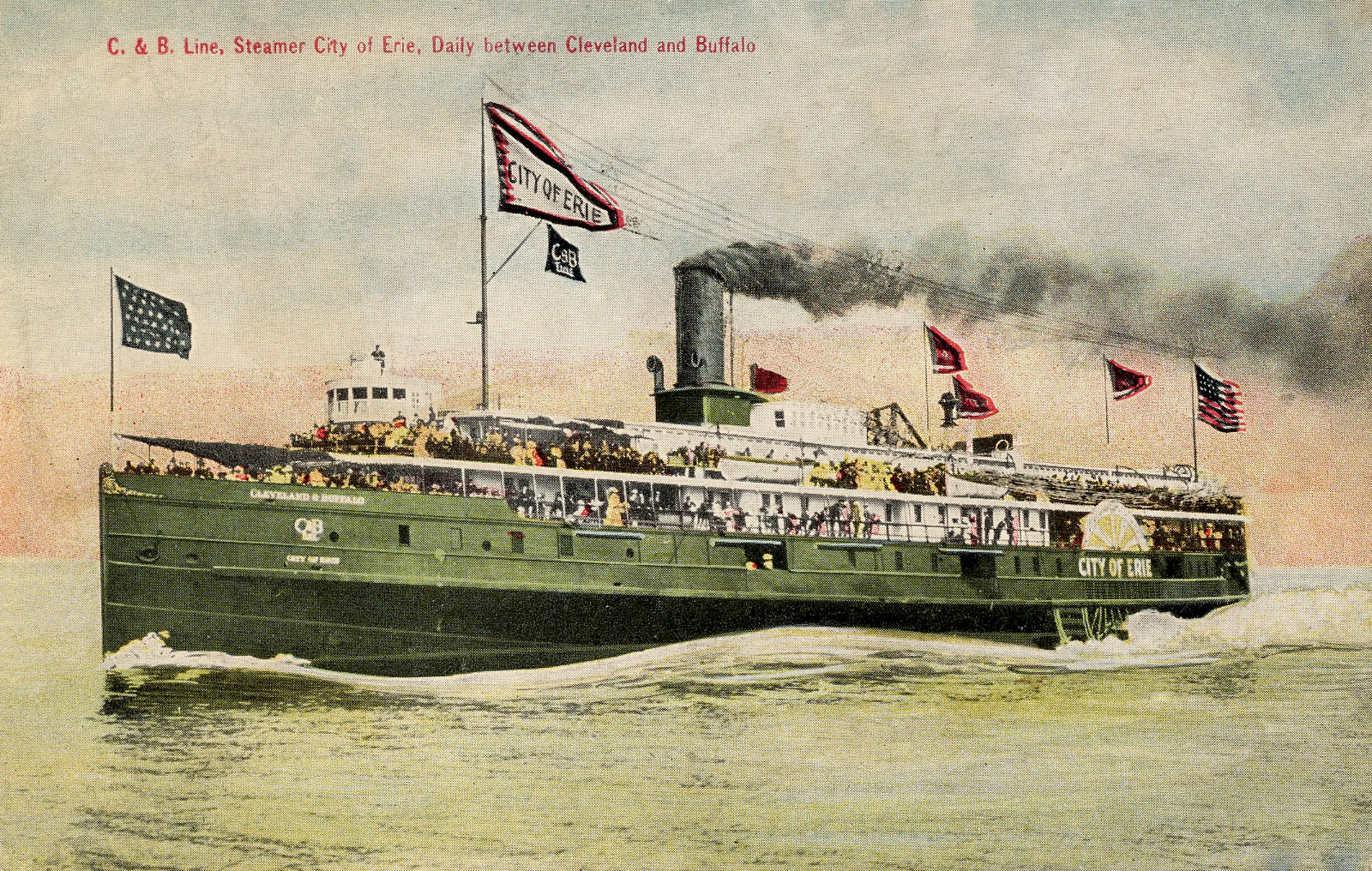

SS City of Erie – statek pasażerski armatora Inman Line wybudowany w stoczni John Elder and CO w roku 1898, złomowany w 1941 roku. Pływał po jeziorze Erie jako odpowiedź na statek „SS Belgic”.

## Historia
Pływał pomiędzy Cleveland w stanie Ohio i Erie w stanie Pensylwania, do Buffalo w stanie Nowy Jork i Ontario. Jego służba była wyścigiem. 27 września 1909 roku SS „City of Erie” zderzył się ze szkunerem „T. Vance Straubenstein”. Wycofany ze służby w 1938, złomowany w 1941 roku.

## Dane taktyczno-techniczne
- Długość 96 m
- Szerokość 24 m
- Prędkość 19 w.
- Konkurencja: „SS City of Cleveland”, „SS City of Milwaukee”